# Maianthemum dilatatum
Maianthemum dilatatum es una especie de planta con rizoma de la familia de las asparagáceas. Es originaria del  Hemisferio Norte.

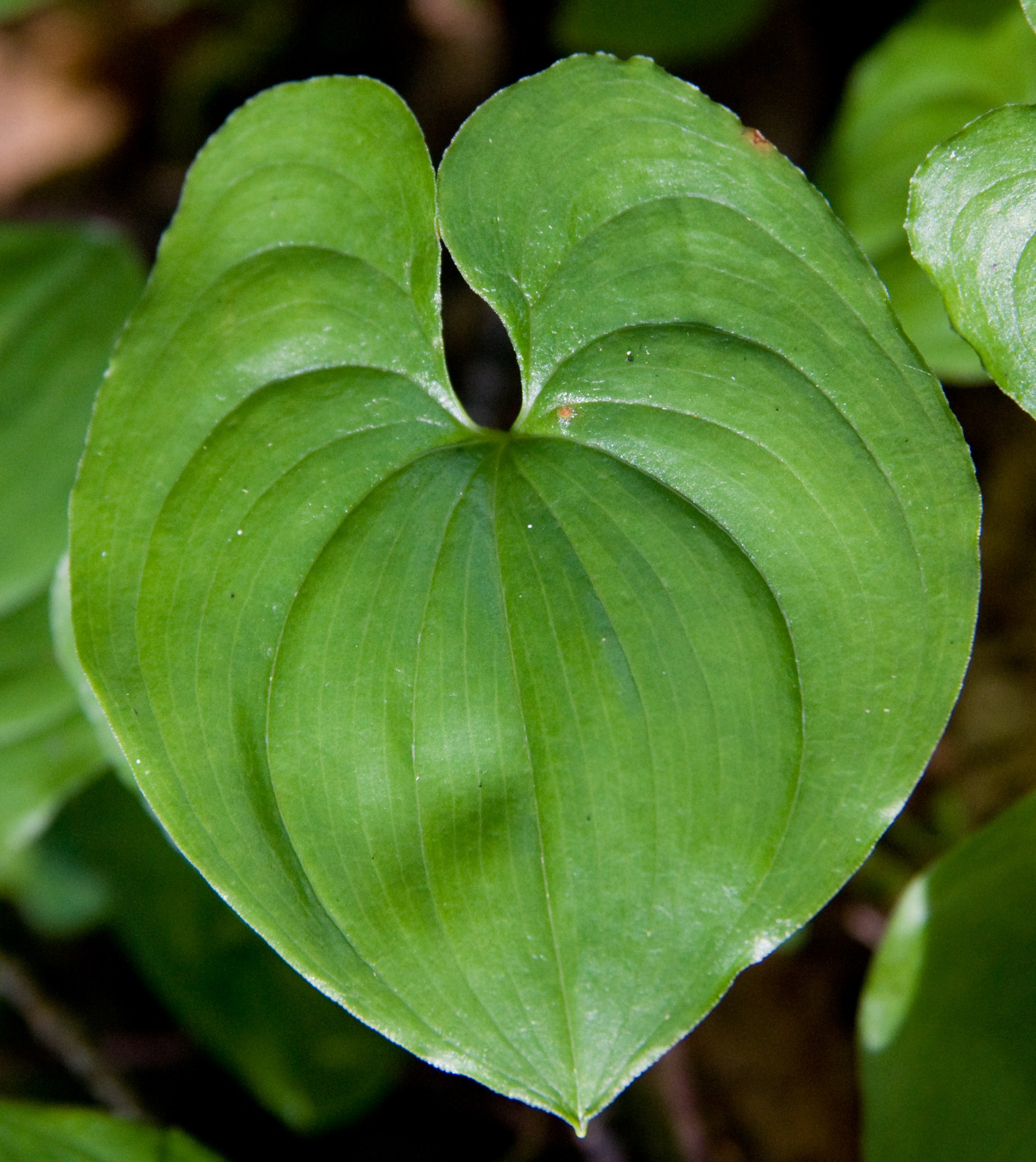
Detalle de la hoja

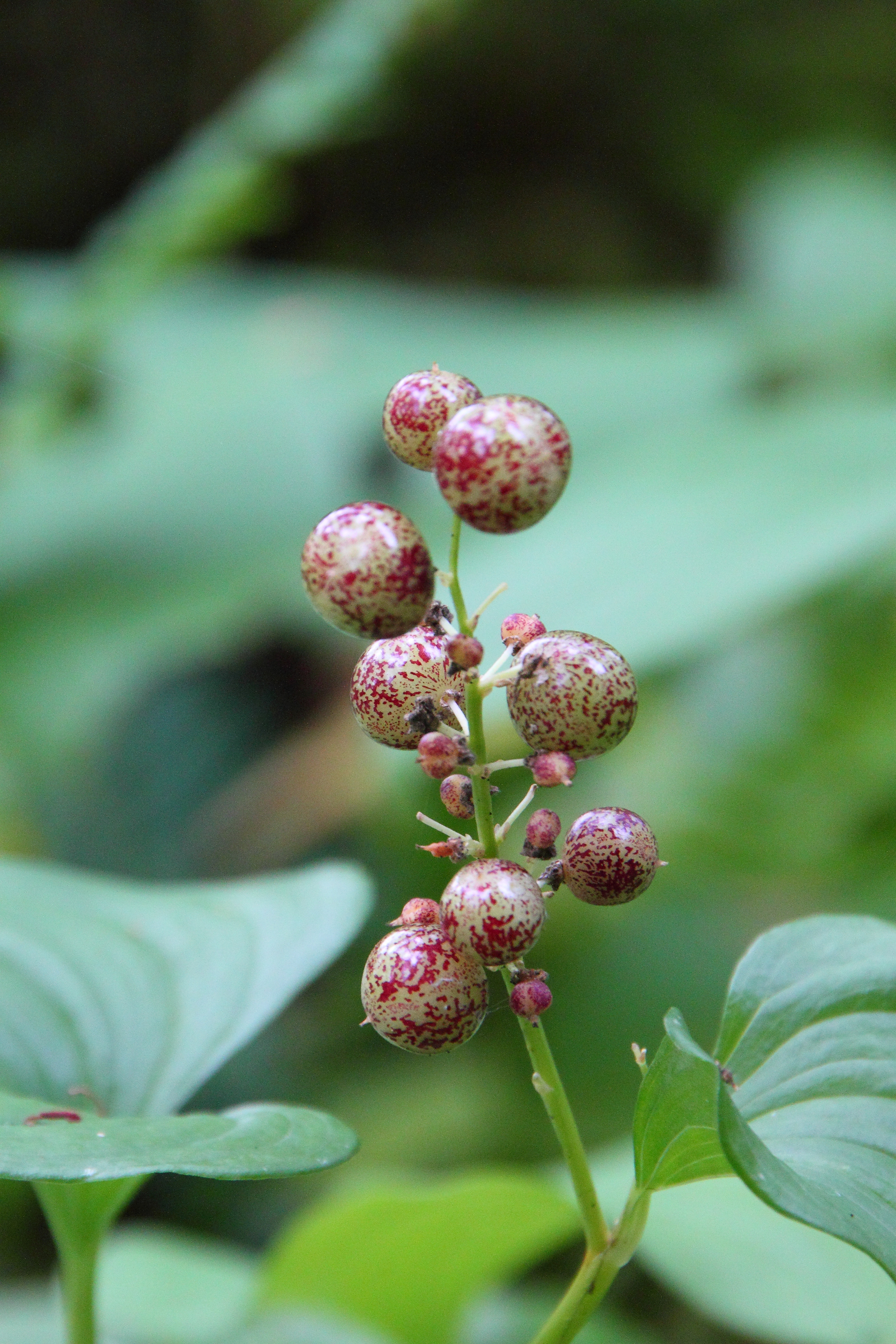
Frutos

## Descripción
Alcanza un tamaño de hasta 20-45 cm de altura. Tiene rizomas simpodiales, con ramificación,  de 8.20 cm x 1-1,5 mm, las raíces restringidas a los nodos. Tiene los tallos erectos, de 1.5-3.5 dm × 4.2 mm. Las hojas son solitarias de los brotes estériles, y con 2-3 sobre los brotes fértiles, pecioladas, cordadas, de 10.6 × 5.8 cm, base lobulada,  ápice abruptamente agudo; las hojas proximales corto pecioladas,  pecíolo 4-7 cm, hoja profundamente cordadas, pecíolo de 7-10 cm. La inflorescencia es racemosa, compleja, con 15-40 de flores. Los frutos en forma de bayas verdes con manchas de color rojo cuando es joven, y transparentes de color rojo, globosas, 4-6 mm de diámetro cuando maduran. Semillas 1-2, globosas, de 2-3 mm.

## Distribución y hábitat
La floración se produce en la primavera. Es abundante en los bosques de coníferas y de hoja caduca, sobre todo en los márgenes del bosque, a una altitud de 0 - 800 metros en Yukon, Alaska, California, Idaho, Oregón, Washington; Asia (península de Kamchatka, Rusia y Japón).

## Taxonomía
Maianthemum dilatatum fue descrita por (Alph.Wood) A.Nelson & J.F.Macbr. y publicado en Botanical Gazette 61(1): 30, en el año 1916.
Citología
El número de cromosomas es de: 2n = 36.
Sinonimia
- Convallaria bifolia var. kamtschatica J.F.Gmel.
- Convallaria bifolia var. kamtschaticum S.G.Gmel.
- Maianthemum bifolium var. dilatatum Alph.Wood
- Maianthemum bifolium subsp. kamtschaticum (J.F.Gmel.) A.E.Murray
- Maianthemum bifolium var. kamtschaticum (J.F.Gmel.) Trautv. & C.A.Mey.
- Maianthemum bifolium var. kamtschaticum (S.G. Gmel.) Jeps.
- Maianthemum kamtschaticum (J.F.Gmel.) Nakai
- Smilacina bifolia var. kamtschatica (J.F.Gmel.) Ledeb.
- Smilacina dilatata (Alph.Wood) Nutt. ex Baker
- Unifolium bifolium subsp. kamtschaticum (J.F.Gmel.) Piper
- Unifolium dilatatum (Alph.Wood) Greene
- Unifolium dilatatum (Alph. Wood) Howell
- Unifolium kamtschaticum (J.F.Gmel.) Gorman[3]